# Турек, Ежи
Ежи Турек (пол. Jerzy Turek) — польский актёр театра и кино.

## Биография
Ежи Турек родился 17 января 1934 года в деревне Тхужова (ныне мазовецкое воеводство). Актёрское образование получил в Лицее театральных техник и в Государственной высшей театральной школе (теперь Театральная академия им. А. Зельверовича) в Варшаве, которую окончил в 1958 году. Дебютировал в кино и в театре в 1958. Актёр театров в разных польских городах (Ополе, Варшава, Эльблонг). Умёр 14 февраля 2010 года от лейкемии в Варшаве, похоронен в городе Кобылка.

## Избранная фильмография
- 1958 — Эроика / Eroica — повстанец охранник
- 1959 — Крест храбрых / Krzyż Walecznych — Франек Соха
- 1961 — Апрель / Kwiecień — Ясек, адъютант капитана
- 1963 — Далека дорога / Daleka jest droga — Микось
- 1963 — Беспокойная племянница / Smarkula — хулиган в парке
- 1963 — Где генерал? / Gdzie jest generał... — Вацлав Ожешко
- 1964 — Барбара и Ян / Barbara i Jan (телесериал) — Ежи Курек, редактор военной газеты
- 1965 — Всегда в воскресенье / Zawsze w niedzielę — Антони Кравчик, вратарь
- 1965 — Остров преступников / Wyspa złoczyńców — студент
- 1965 — Капитан Сова идёт по следу. Серия 5 «Третья рука» / Kapitan Sowa na tropie (телесериал) — Черский, лаборант
- 1966 — Ад и небо / Piekło i niebo — дьявол
- 1966 — Самозванец с гитарой / Mocne uderzenie — Джонни Томаля / Куба
- 1967 — Париж-Варшава без визы / Paryż-Warszawa bez wizy — Котвич
- 1969 — Девичий заговор / Rzeczpospolita babska — сантехник
- 1969–1970 — Четыре танкиста и собака / Czterej pancerni i pies (телесериал) — Юзек Шавелло
- 1970 — Легенда / Legenda — Франек
- 1970 — Гидрозагадка / Hydrozagadka — пьяный железнодорожник
- 1971 — Миллион за Лауру / Milion za Laurę — Вальчак, милиционер
- 1971 — Не люблю понедельник / Nie lubię poniedziałku — Зыгмунт Бончик, снабженец с Суленчиц
- 1972 — Капризы Лазаря / Kaprysy Łazarza — помощник в магазине
- 1972 — Путешествие за улыбку / Podróż za jeden uśmiech — водитель грузовика, любитель Шекспира
- 1973 — Чёрные тучи / Czarne chmury (телесериал) — Блажей, солдат маршальской охраны
- 1973 — Дорога / Droga (телесериал) — Франё, милиционер
- 1973 — Яношик / Janosik (телесериал) — Григорий, лакей графа
- 1974 — Тут крутых нет / Nie ma mocnych — Франё, милиционер
- 1976 — Лозунг / Hasło — смоловар
- 1977 — Солдаты свободы — представитель от кооператоров
- 1977 — Палас-отель / Palace Hotel — немецкий офицер
- 1977 — Кукла / Lalka (телесериал) — Высоцкий, кучер
- 1978 — Кошки это сволочи / Koty to dranie — рабочий с пневматическим молотом
- 1980 — Мишка / Miś — Вацлав Яжомбек, тренер Спортивного клуба «Радуга»
- 1982 — Пепельная среда / Popielec (телесериал) — Батор
- 1983 — Альтернативы 4 / Alternatywy 4 (телесериал) — Тадеуш Кубяк, муж оперной певицы
- 1983 — Верная река / Wierna rzeka — староста
- 1985 — Должники смерти / Dłużnicy śmierci — Залевский, почтальон
- 1985 — Журавль и цапля / Żuraw i czapla — учитель химии в лицее
- 1988 — Баллада о Янушике / Ballada o Januszku (телесериал) — почтальон
- 1989 — Декалог 10 / Dekalog X — филателист
- 1989 — Пажи / Paziowie (телесериал) — Страш, защитник пажей
- 1991 — Шведы в Варшаве / Szwedzi w Warszawie — Иероним Журавский

## Награды
- 1967 — Нагрудный знак 1000-летия польского государства.
- 2010 — Офицер Ордена Возрождения Польши (посмертно).